# Skandia
Skandia er en svensk finanskoncern, der opererer på det danske og svenske marked, hvor koncernen har aktiviteter indenfor forsikring, bank og formueforvaltning. Virksomheden har i dag omkring 2.500 medarbejdere.

## Historie
Skandia blev grundlagt som et forsikringsselskab i 1855, og var det første svenske forsikringsselskab, der tilbød brandforsikring og livsforsikring. Selskabet var blandt de første svenske aktieselskaber, og var en af de aktier, der blev handlet, da der blev åbnet en aktiebørs i Stockholm i 1863.
Skandia overtog i 1982 det danske forsikringsselskab Kgl. Brand. Senere forsøgte Skandia i 1992 forgæves at overtage det danske forsikringsselskab Hafnia kort forinden Hafnias holdingselskab gik konkurs. Hafnia blev i stedet overtaget af Codan (Royal Sun Alliance), der umiddelbart efter videresolgte livsforsikringsselskabet til SEB.
Koncernen åbnede bankaktiviteter i Sverige i 1994 i form af en telefonbank. Banken udvidede til Norge i 2000 og til Danmark i 2001. Den danske bankdel blev dog i 2007 solgt til Eik Bank.
Skandia udskilte i 1998 livsforsikringsdelen til Skandia Link og i 1999 blev skadesforsikringsdelen overdraget til det nystiftede If Skadeforsikring, der blev oprettet som et fælles skadesforsikringsselskab ejet af Skandia, og det norske Storebrand. Samme år solgte Skandia det norske forsikringsselskab Vesta til Tryg Forsikring.
I september 2005 afgav den internationale forsikringskoncern Old Mutual et bud på Skandia, der efter betydelige uenighed i Skandias bestyrelse og blandt aktionærerne blev accepteret, hvorefter selskabet blev overtaget af Old Mutual og afnoteret fra Stockholm-børsen. Ejerskabet under Old Mutual var imidlertid ikke uden problemer og ledelsen i Skandia Liv iværksatte en plan til atter at erhverve selskabet fra Old Mutual. Planen lykkedes, og i løbet af 2012-14 blev Skadia købt ud af Old Mutual, hvorefter Skandia blev omdannet til et gensidigt forsikringsselskab.

## Skandia i Danmark
Skandia i Danmark består af et livsforsikringsselskab Skandia Link og kapitalforvaltning gennem to administrations- og fondsmæglerselskaber. Selskaberne er 100% ejet af det svenske moderselskab. Skandia sælger pensioner og sundhedsforsikringer til små og mellemstore virksomheder og har ca. 30 mia. kr. i aktiver.
I 2015-2017 har Skandia Link frasolgt deres traditionelle gennemsnitsrenteordninger til Norli Pension og sælger nu udelukkende unit-linked/markedsrentepensioner i Danmark.

## Skandiaaffærerne
I slutningen af 1990'erne og i begyndelsen af 2000'erne indtraf en række hændelser, der i Sverige blev benævnt "Skandia-affärerna". Sagerne fik vidtrækkende konsekvenser for flere fremtrædende ledelsesmedlemmer i Skandia, der måtte fratræde deres stillinger, ligesom der blev rejst straffesager mod enkelte ledelsesmedlemmer.
Skandia-affærerne bestod af flere komplekser. En af sagerne bestod i, at Skandia havde meddelt meget høje bonusordninger til ledelsen i Skandia, hvilket medførte, at Skandia måtte udbetale over 2 milliarrder svenske kroner til ledelsesmedlemmer. Bonus-sagen førte til flere rets- og voldgiftssager, ligesom der blev rejst straffesager mod enkelte ledelsesmedlemmer med tiltale om mandatsvig. Den administrerende direktør for Skandia Liv blev dømt i straffesagen.
Udover Bonus-sagen solgte Skandia i januar 2002 sit kapitalforvaltningsselskab, Skandia Asset Management (SAM), til Den Norske Bank for 3,2 mia. svenske kroner. Overskuddet på handlen var ca. 2 milliarder, hvilket medførte skarp kritik fra kunderne, der var af den opfattelse, at gevinsten tilhørte kunderne. Sagen førte til en langvarig retssag, hvor kunderne i 2008 fik medhold i, at Skandia skulle betale 500 millioner kroner med tillæg af rente til kunderne, ligesom kunderne skulle kompenseres for et for højt afgiftsniveau.
Udover sagerne om bonusser og salget af kapitalforvaltnigsselskabet kom det frem, at Skandias ledelsesmedlemmer havde fået mulighed for at leje attraktive lejligheder i det centrale Stockholm på usædvanlig gunstige vilkår. Udover meget lav leje var lejemålene blevet renoveret og istandsat for betydelige beløb, som ikke kunne dækkes ind af lejeindtægterne. For at dække over omkostningerne til renovering blev udstedt en række fakturaer, der skulle dække over de faktiske forhold. Sagen fik et strafferetligt efterspil og direktøren i Skandias ejendomsselskab blev idømt 18 måneders fængsel for mandatsvig.